# 希達鄉 (瑟拉日縣)

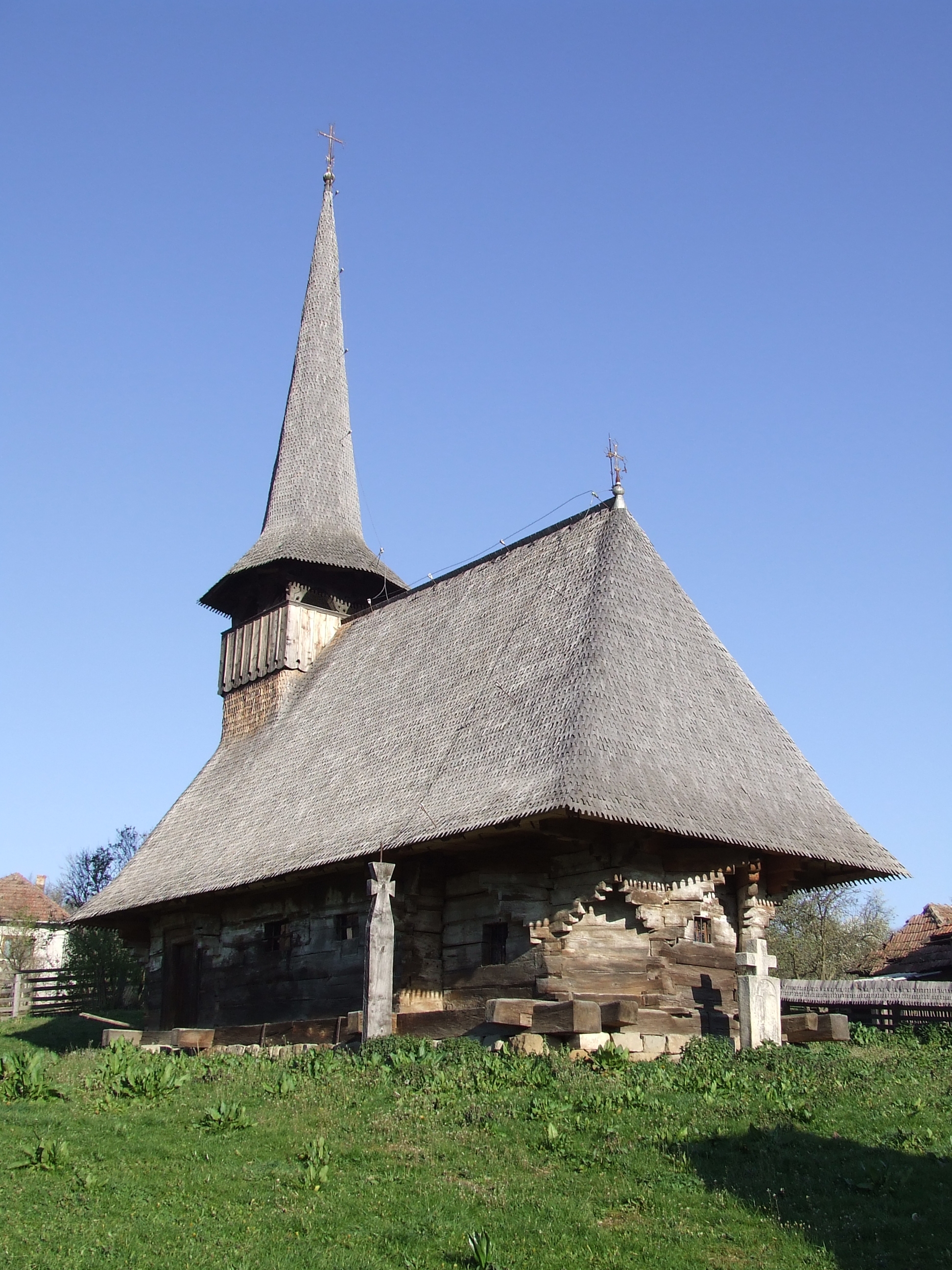

47°04′N 23°17′E / 47.067°N 23.283°E
希達鄉（羅馬尼亞語：Comuna Hida, Sălaj），是羅馬尼亞的鄉份，位於該國西北部，由瑟拉日縣負責管轄，面積92平方公里，海拔高度288米，2007年人口2,966，人口密度每平方公里32人。